# Sluiskilbrug
De Sluiskilbrug is een oeververbinding over het Kanaal Gent-Terneuzen en ligt in de Nederlandse provincie Zeeland, gemeente Terneuzen.
Het is naast een verkeersbrug ook een goederenspoorbrug en bestaat uit een vakwerk-draaibrug en aan beide einden betonnen aanbruggen. Op de brug liggen de N61 (Hoofdweg) met daarnaast een (brom)fietspad aan de noordkant en een lokale weg met een maximumsnelheid van 60 km/h aan de zuidkant. De bruggen overspannen het Kanaal Gent-Terneuzen, de N252 (Rondweg Sluiskil) en de N686 (Oostkade). De brug maakt deel uit van de uitwijkroute voor de naastgelegen Sluiskiltunnel in de N62. De spoorlijn is een enkelspoor Spoorlijn 55 Gent - Terneuzen.

## Scheepvaart

#### Reglement Nederlandse deel
Het Binnenvaartpolitiereglement is niet van toepassing op het Kanaal van Gent naar Terneuzen. Voor het Nederlandse deel geldt het Scheepvaartreglement voor het Kanaal van Gent naar Terneuzen. Noot: Het reglement geldt ook voor de zijkanalen.

#### Reglement Belgisch deel
Voor het Belgisch deel geldt Scheepvaartreglement voor het Kanaal van Gent naar Terneuzen, maar de bron en inhoud verschilt met de Nederlandse versie.

#### Vaarwater
Er wordt gestreefd om het kanaalpeil op +2,13 m NAP te houden.
De Sluiskilbrug heeft twee vaste delen (aanbruggen) en ook een beweegbaar deel als symmetrische draaibrug. Het vaste deel aan de oostkant heeft een doorvaartbreedte van 12 meter, en een doorvaarthoogte van +6,5 meter ten opzichte van het kanaalpeil. De draaibrug heeft een gesloten doorvaarthoogte van +7 meter t.o.v het kanaalpeil, en geeft een doorvaartbreedte van 60 meter voor het hoofdvaarwater (in het midden), en 20 meter voor de westelijke doorvaart. 
Naast de brug zijn hoogtemerken af te lezen. 
De brugbediening is te bereiken op VHF-kanaal 11.